# SHOOT BOXING 2017 act.1
SHOOT BOXING 2017 act.1（シュートボクシングアクト1）は、シュートボクシングの大会の一つ。2017年2月11日、東京都文京区後楽で開催された。

## 大会概要
第6試合、MIOはSB日本女子ミニマム級王者となってから初の試合で、 香港王者クォク・ホイ・リンと対戦、僅差の判定で勝利。第8試合、SB日本スーパーウェルター級のタイトルをかけ、 坂本優起 が2度目の防衛に失敗、北斗拳太郎 が新王座に就く。

## 試合結果

### オープニングマッチ
第1試合
◯  モンゴル チングン新小岩 vs.  日本 伊藤圭太 ×
3R 終了 判定3-0（30-24、30-25、30-24）

### 本戦カード
第1試合 55.0kg契約　エキスパートクラス特別ルール　3分3R延長無制限R
◯  日本 平山滉大 vs.  日本 川上叶 ×
2R 2分2秒 終了 KO
第2試合 70.0kg契約　エキスパートクラス特別ルール　3分3R延長無制限R
◯  日本 マツシマタヨリ vs.  香港 ラム・ツォン・フォン ×
3R 終了 判定3-0（29-23、29-21、29-22）
第3試合 57.5kg契約　エキスパートクラス特別ルール　3分3R延長無制限R
◯  日本 笠原弘希 vs.  日本 賢一 ×
3R 終了 判定3-0（30-27、30-28、30-27）
第4試合  60.0kg契約　エキスパートクラス特別ルール　3分3R延長無制限R
◯  日本 村田聖明 vs.  日本 森園直樹 ×
3R 終了 判定3-0（30-28、30-28、30-29）
第5試合 62.5kg契約　エキスパートクラス特別ルール　3分3R延長無制限R
-  日本 海人 vs.  日本 YUSHI -
3R 終了 ノーコンテスト（判定は3者共に28-27で海人の勝利と告げられたが、海人が前日計量をクリアしていないため、大会終了後にノーコンテストに改められた。）
第6試合 49.0kg契約　エキスパートクラス特別ルール　3分3R延長無制限R
◯  日本 MIO vs.  香港 クォク・ホイ・リン ×
3R 終了 判定2-0（30-29、30-30、30-29）
第7試合 56.5kg契約　エキスパートクラス特別ルール　3分3R延長無制限R
◯  日本 内藤大樹 vs.  日本 宮崎就斗 ×
3R 終了 判定3-0（30-28、30-28、30-27）
第8試合 SB日本スーパーウェルター級タイトルマッチ　スーパーウェルター級＝70.0kg契約
エキスパートクラスルール　3分5R延長無制限R
×  日本 坂本優起 vs.  日本 北斗拳太郎 ◯
5R 終了 判定3-0（49-48、50-49、49-48）
第9試合 65.5kg契約　エキスパートクラスルール　3分5R延長無制限R
◯  日本 MASAYA vs.  日本 水落洋祐 ×
延長6R 2分36秒 終了 KO